# يوتا بابا
يوتا بابا (باليابانية: 馬場 憂太) مواليد 22 يناير 1984 في إيتاباشي، اليابان، هو لاعب كرة قدم ياباني. يلعب كلاعب وسط.

## مرحلة الشباب

### أندية لعب لها
- نادي طوكيو لكرة القدم

## المسيرة الاحترافية

### أندية لعب لها
- نادي طوكيو لكرة القدم
- جيف يونايتد إتشيهارا تشيبا
- طوكيو فيردي

## روابط خارجية
- يوتا بابا على موقع رابطة كرة القدم اليابانية للمحترفين (اليابانية)
- يوتا بابا على موقع دوري كوريا الجنوبية (الإنجليزية)
- يوتا بابا على موقع قاعدة بيانات كرة القدم.إي يو (الإنجليزية)
- يوتا بابا على موقع Soccerway.com (الإنجليزية)
- يوتا بابا على موقع عالم كرة القدم.نت (الإنجليزية)